# Titiwangsa (station)
Titiwangsa est une station du système de transport en commun de Kuala Lumpur, en Malaisie. C'est notamment le terminus du monorail de Kuala Lumpur.
La station est en service depuis le 31 août 2003
| Nord/Ouest                                  |  |                        |  | Sud/Est                                                           |
| ------------------------------------------- |  | ---------------------- |  | ----------------------------------------------------------------- |
| Sentul (en) vers Sentul Timur (en)          |  | ligne Ampang (d)       |  | PWTC (en) vers Ampang (en)                                        |
| Sentul (en) vers Sentul Timur (en)          |  | ligne Sri Petaling (d) |  | PWTC (en) vers Putra Heights (en)                                 |
|                                             |  | KL Monorail terminus   |  | Chow Kit vers KL Sentral                                          |
| Sentul ouest (en) vers Kwasa Damansara (en) |  | ligne Putrajaya        |  | Hospital Kuala Lumpur (en) vers Putrajaya Sentral, Putrajaya (en) |
| modifier sur Wikidata                       |  |                        |  |                                                                   |